# Paweł Weinar
Paweł Weinar (ur. 24 sierpnia 1977 w Krakowie) – polski piłkarz występujący na pozycji obrońcy.

## Życiorys
Jest wychowankiem Wisły Kraków, w której barwach rozegrał 21 meczów w pierwszej lidze. W 1999 został wypożyczony na pół roku do Hutnika Kraków. Jego kolejnym klubem była Proszowianka Proszowice, gdzie grał przez 2,5 roku. Następnie przeszedł do Górnika Wieliczki, w którym występował przez 4 lata. Później trafił do Okocimskiego Brzesko, skąd w 2007 roku przeszedł do Arki Gdynia z której odszedł po zakończeniu sezonu 2008/2009.